# Keibi-kyoku
Keibi-kyoku (jap. 警備局 pol. Biuro Bezpieczeństwa) - komórka organizacyjna japońskiej Narodowej Agencji Policji (jap. 警察庁 Keisatsu-chō), do której zadań należy bezpieczeństwo wewnętrzne Japonii.
Biuro bezpieczeństwa wykonuje następujące zadania:
- prowadzi prace w zakresie wyposażenia i taktyki tłumienia zamieszek oraz koordynuje działalność japońskich oddziałów prewencyjnych policji;
- odpowiada za pracę wywiadowczą (między innymi nadzór cudzoziemców oraz radykalnych ugrupowań politycznych);
- odpowiada za zarządzanie kryzysowe.